# Gognies-Chaussée
Gognies-Chaussée è un comune francese di 809 abitanti situato nel dipartimento del Nord nella regione dell'Alta Francia.

## Geografia fisica
Comune frontaliero con il Belgio, forma un'unica conurbazione con il quasi omonimo villaggio di Gœgnies-Chaussée appartenente al comune vallone di Quévy.

## Società

### Evoluzione demografica
Abitanti censiti